# Lumad
Els lumad són un poble austronèsic del sud de les Filipines. És un terme cebuà que significa «natiu» o «indígena». L'ús del terme es va acceptar a la jurisprudència filipina quan la presidenta Corazón Aquino va signar la Llei de la República 6734, on la paraula s'utilitzava a l'art. XIII seg. 8 (2) per a distingir les comunitats ètniques lumad de les bangsamoro.
El 2 de març de 2021, la Comissió Nacional dels Pobles Indígenes va emetre una resolució denunciant l'ús del terme «lumad» quan es referia a les comunitats culturals indígenes i els pobles indígenes. La resolució establia que els ancians, els líders i els membres de diferents ètnies de Mindanao sol·licitaven que no se'ls anomenés «lumad» i, en canvi, volien ser referits pels noms dels grups etnolingüístics.
L'illa al sud de les Filipines és la llar d'una part substancial de la població indígena del país, aproximadament el 15% de la població total dels 100 milions de les Filipines.

## Història
El nom «lumad» va sorgir del despertar polític entre els pobles originaris durant el règim autoritari del president Ferdinand Marcos. Va ser defensat i propagat pels membres de Lumad-Mindanao, una coalició d'organitzacions locals i regionals que es van formalitzar com a tals el juny del 1986 però que va fundar-se el 1983 com a organització multisectorial. L'objectiu principal de Lumad-Mindanao era aconseguir l'autodeterminació de les seves comunitats, més concretament, l'autogovern dins del seu domini ancestral d'acord amb la seva cultura i les seves lleis consuetudinàries.
Representants de 15 grups ètnics, van acordar el juny de 1986 adoptar el nom. L'elecció del cebuà va resultar incòmoda, però ho van considerar adequat, ja que no tenen cap altre idioma comú. Això va suposar la primera vegada que aquestes tribus van acordar un nom comú per a elles mateixes, diferent del dels moros, els quals es van convertir a l'islam durant els segles XIV al XV, i diferent de la majoria dels migrants i dels seus descendents.

## Defensa de la terra

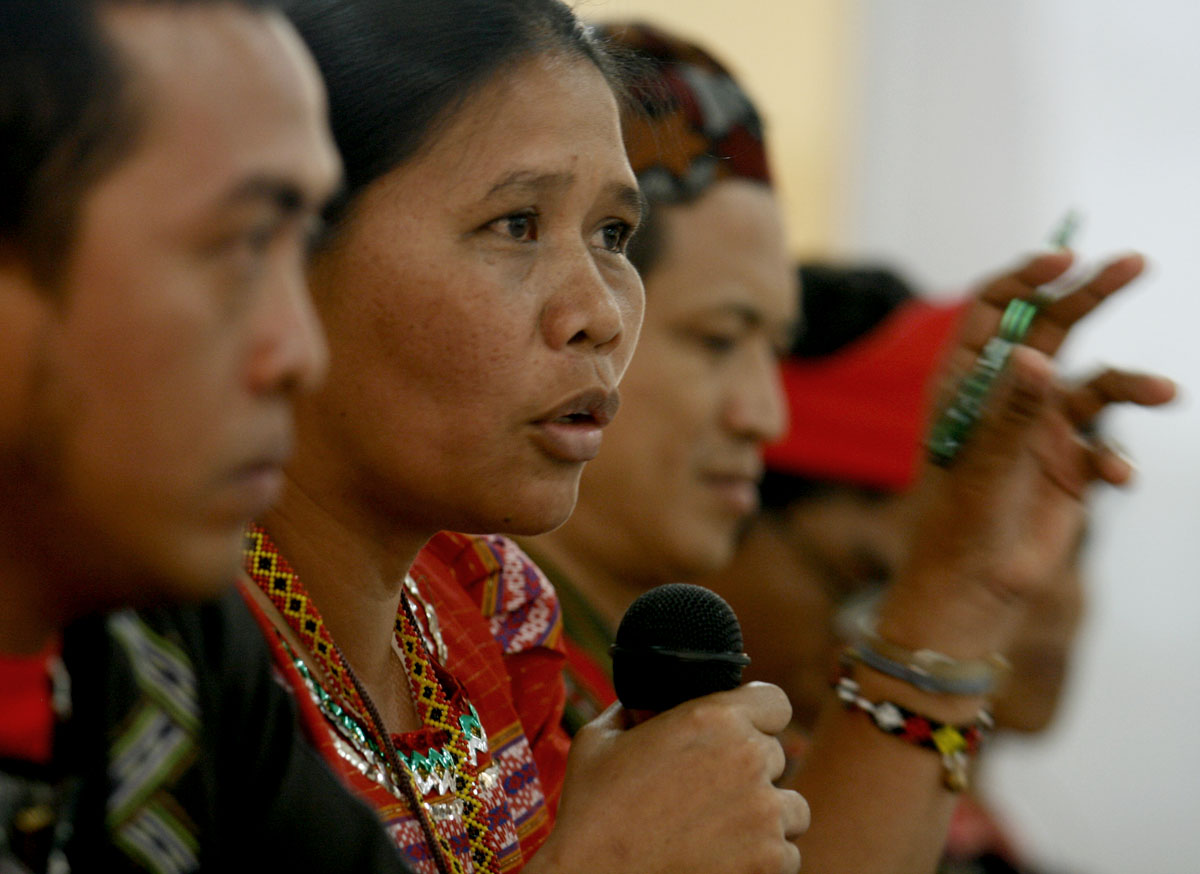
Norma Capuyan, vicepresidenta d'Apo Sandawa Lumadnong Panaghiusa sa Cotabato (ASLPC), qui va pronunciar-se en una conferència de premsa per a defensar les terres lumad ancestrals.

Els lumad s'enfronten a diversos problemes socials, talment els altres pobles indígenes, i representen el sector més pobre del país que suporta un accés desproporcionat a la salut, l'educació i els drets humans. S'enfronten a la pèrdua de terres ancestrals a causa de l'acaparament de terres i la militarització, l'exclusió econòmica i social, i les amenaces a la seva cultura i identitat tradicionals. Els grups lumad lluiten contra el desplaçament, els assassinats extrajudicials, la persecució dels defensors dels drets humans i el tancament forçat de les seves escoles.
Algunes comunitats han estat forçades a marxar de les seves terres per resistir la invasió per part de les empreses mineres, forestals i energètiques.
L'historiador B.R. Rodil assenyala que «un territori habitat per una comunitat és una propietat comunal i els membres de la comunitat tenen el dret d'usdefruit a qualsevol tros de terra no ocupada dins del territori comunitari». Les terres ancestrals inclouen terres cultivades, així com terres de caça, rius, boscos, terres no cultivades i els recursos minerals situats al subsòl.
Les Filipines són vulnerables als efectes del canvi climàtic i es va classificar en el tercer lloc mundial entre els països amb més risc de desastres, segons un informe del 2012. El canvi climàtic posa en perill la seguretat alimentària entre els lumad, els camps de conreu dels quals són afectades per tifons més forts i sequeres més intenses. El canvi climàtic també està donant lloc a diversos problemes de salut provocats per l'augment de les temperatures i les malalties que es propaguen amb canvis de patrons de pluja, com el dengue.
El 2019, el jovent lumad i els infants pobres de les ciutats es van unir a la vaga climàtica mundial per a exigir protecció als activistes ambientals, protestar contra les operacions mineres destructives de les terres ancestrals i promoure la justícia climàtica.